# Yury Konstantinovich Zaitsev
Yury Konstantinovich Zaitsev (tiếng Nga: Юрий Константинович Зайцев; 17 tháng 1 năm 1951 - 30 tháng 9 năm 2022) là nhà vô địch Olympic Cử tạ Olympic Liên Xô đã thi đấu cho Liên Xô. Ông đã giành được huy chương vàng tại Thế vận hội Mùa hè 1976 ở Montreal.
Ông qua đời ngày 30 tháng 9 năm 2022, hưởng thọ 71 tuổi.